# Герц, Люцина
Люцина Герц (пол. Lucyna Herc; 1917, Отвоцк — 22 октября 1944, там же) — польская военнослужащая, участница Второй мировой войны, офицер Войска Польского.

## Биография
Люцина окончила в 1933 году школу и поступила в Варшавский университет, вступила там в академическую организацию «Жизнь» (пол. Życie). После четырёх лет обучения уехала в Париж, где поступила на химический факультет. Домой вернулась летом 1939 года и встретила войну там. Поступила в университет «Львовская политехника», активно участвовала в деятельности студкома. В июне 1941 года была эвакуирована изо Львова.
В течение следующих двух лет Люцина работала в советском тылу, обучившись на медсестру. Добровольцем вступила в 3-ю Померанскую пехотную дивизию имени Ромуальда Траугутта. По её просьбе была включена в Польский отдельный специальный батальон, где несли службу польские диверсанты, действовавшие в тылу немцев. После обучения была старшим инструктором сапёрного дела, дослужилась до звания младшего лейтенанта. В мае 1944 года Герц перебралась в окрестности Люблина, где вступила в партизанский отряд имени Тадеуша Костюшко под командованием майора Чеслава Клима.
После освобождения Люблина она заступила на службу в бригаду имени Тадеуша Костюшко, где была заместителем командира стрелковой роты. Участвовала в боях за Магнушевский плацдарм. Во время форсирования Вислы со стороны Саской-Кенпы на Чернякув 17 сентября 1944 Люцина была тяжело ранена. 22 октября 1944 под Отвоцком она снова получила ранение, от которого в тот же день скончалась. Была похоронена на Повянзковском военном кладбище в Варшаве.
Благодаря коммунистической партии Польши Люцина Герц стала польской национальной героиней. Позднее ходили слухи, что она въехала в Варшаву на советском танке, что не было правдой. Её именем были названы улица в Люблине и площади в Старгарде-Щециньском (ныне площадь переименована в Солнечную, улица также переименована в рамках борьбы с коммунистическим наследием в 2017 году). Официально утверждается, что начальная школа №227 в Варшаве носила имя Люцины Герц, однако это не подтверждается официальными документами.